# Ушкінський виставок
У́шкінський ви́ставок (рос. Ушкинский выставок) — присілок у складі Лузького району Кіровської області, Росія. Входить до складу Папуловського сільського поселення.
Населення становить 3 особи (2010, 6 у 2002).
Національний склад станом на 2002 рік — росіяни 100 %.